# Peter Barnes (sceneggiatore)
Peter Barnes (Londra, 10 gennaio 1931 – Londra, 1º luglio 2004) è stato un drammaturgo e sceneggiatore britannico.

## Biografia
Peter Barnes nacque a Londra e cominciò a scrivere per il teatro dai primi anni sessanta, ottenendo il successo nel 1968 con la commedia drammatica The Ruling Class, che quattro anni dopo Barnes riadattò nella sceneggiatura del film La classe dirigente con Peter O'Toole. Nei trent'anni successivi Barnes scrisse un'altra dozzina di drammi e commedie, il più noto dei quali, Red Noses, gli valse il Laurence Olivier Award alla migliore nuova opera teatrale.

## Filmografia (parziale)
- Due assi nella manica (Not with My Wife, You Don't!), regia di Norman Panama (1966)
- La classe dirigente, regia di Peter Medak (1972)

## Teatro
- The Time of the Barracudas (1963)
- Sclerosis (1965)
- The Ruling Class (1968)
- Leonardo’s Last Supper (1969)
- Noonday Demons (1969)
- The Bewitched (1974)
- Laughter! (1978
- Somersaults (1981)
- Red Noses (1985)
- Sunsets And Glories (1990)
- Luna Park Eclipses (1995)
- Corpsing (1996)
- Clap Hands Here Comes Charlie (1996)
- Heaven’s Blessings (1997)
- Dreaming (1999)
- Jubilee (2001)